# 方君竹
方君竹，臺灣獨立記者。臺灣大學三年級時成為公共電視台特約記者主持記者真心話頻道，因為此頻道製播的影片緣故，而廣受邀請到各級學校發表與公民相關的議題演講。
畢業後以獨立記者身份與各家媒體合作，2023年與TVBS新聞台合作的影片【TVBS認真問】Vol.1 2027台灣是真的要打仗了嗎？得到2023年第五屆走鐘獎的「最佳影響力獎」。2024年開始以影音製作人職位於非營利媒體報導者任全職工作。